# Luigi I di Fiandra
Luigi I di Dampierre, talvolta Luigi I di Crécy o Luigi di Nevers (1304 – Crécy-en-Ponthieu, 26 agosto 1346), fu Conte di Nevers (Luigi II), Conte di Rethel (Luigi II), Signore di Mechelen e Conte di Fiandra, dal 1322 alla sua morte.

## Origine
Secondo il Iohannis de Thilrode Chronicon, Luigi era l'unico figlio maschio del Conte di Nevers e Conte di Rethel, Signore di Mechelen, Luigi I di Nevers e della contessa Giovanna di Rethel (morta nel 1325), figlia di Ugo IV, Conte di Rethel, e di Isabella di Grandpré.
Luigi I di Neves, secondo gli Extraits de la Chronique attribuée à Jean Desnouelles, era il figlio primogenito del Conte di Nevers e futuro conte delle Fiandre, Roberto di Bethune o di Dampierre e della Contessa di Nevers, Iolanda di Borgogna, figlia del Signore consorte di Borbone, conte di Nevers, Auxerre e Tonnerre, Oddone di Borgogna e della dama di Borbone, Matilde di Borbone-Dampierre, come ci viene confermato dalla Histoire généalogique des ducs de Bourgogne de la maison de France.

## Biografia
Dopo la morte del re di Francia, Filippo IV il Bello, dato che suo nonno Roberto III delle Fiandre non aveva reso omaggio al nuovo re, Luigi X di Francia, la Francia, nel 1315 riprese la guerra contro le Fiandre, col tentativo di occupare la contea, da parte del re di Francia, Luigi X; ma l'esercito francese rimase impantanato nel fango autunnale delle Fiandre e rientrò senza aver ottenuto molto.
La pace fu conclusa col successore di Luigi X, Filippo V di Francia, nel 1320: Roberto, nel mese di giugno, cedette alla Francia i distretti di Lilla, Douai e Orchies, con la promessa (che non fu mantenuta) di Roberto di rendere omaggio al re Filippo e l'impegno di matrimonio tra Luigi, il nipote di Roberto, e la figlia di Filippo V, Margherita.
Nel mese di luglio del 1320, Luigi sposò Margherita, come riportato dalla Continuatio Chronici Guillelmi de Nangiaco.
Nel gennaio 1322, alla morte del padre della moglie, Filippo V, la sorella, la primogenita, Giovanna fu esclusa dalla successione al trono di Francia, come sei anni prima era stata esclusa sua cugina Giovanna, per il principio che una donna non può accedere al trono di Francia. Cosicché a Filippo V succedette lo zio di Margherita, Carlo IV Martello il Bello.
In quello stesso anno, nell'arco di due mesi morirono in successione, prima il padre di Luigi, il conte di Nevers, anche lui di nome Luigi e poi il nonno paterno, il conte delle Fiandre, Roberto di Dampierre, per cui Luigi ereditò la contea di Neves, nel mese di luglio (secondo la Continuation anonyme de la Chronique de Jean de S. Victor, suo padre, Luigi I di Nevers era stato ancora incarcerato e, nell'inverno del 1322, era stato liberato dal carcere, si era recato a Parigi, dove si ammalò e poco dopo morì) e delle Fiandre, nel mese di settembre; Luigi allora pose fine alla politica anti-francese di suo nonno Roberto e ancora prima di suo bisnonno Guido, si riavvicinò al nuovo re di Francia Carlo IV il Bello e dovette far fronte a delle ribellioni dei Fiamminghi.
Il 6 marzo 1323 a Parigi, Luigi sottoscrisse con Guglielmo I di Hainaut il Trattato di Parigi attraverso il quale vengono concluse tutte le dispute tra i Dampierres e gli Avesnes sulla Contea di Zelanda. Il trattato stabilisce che Luigi I rinuncia ai diritti feudali fiamminghi sulla Zelanda, sulle sue isole e le sue acque e riconosce il Conte d'Olanda quale Conte di Zelanda.; pare che per forzarlo alla pace con gli Avesnes, il re di Francia, Carlo IV il Bello, lo abbia incarcerato nel gennaio di quello stesso 1323.
In quello stesso anno il partito popolare di Bruges si ribellò e diede inizio ad una guerra civile che sconvolse le Fiandre per cinque anni.
Nel 1325, morì la madre, Giovanna di Rethel, per cui Luigi divenne anche unico conte di Rethel.
Nel corso della guerra civile, Luigi fu catturato dagli insorti, a Courtrai, e obbligato a lasciare il governo allo zio, Roberto († 1331), signore di Marle e Cassel, che sperava di riuscire a deporre il nipote.
Appena riottenne la libertà Luigi si appellò al nuovo re di Francia, Filippo VI di Valois, che scese in campo di persona, ottenendo il 23 agosto del 1328, a Cassel, una netta vittoria contro i rivoltosi

Luigi si vendicò ritirando tutti i privilegi che erano stati concessi alle città e alle castellane ribelli, Bruges e Ypres dovettero demolire i loro bastioni, pagare un tributo annuo perpetuo, i cittadini più compromessi condannati all'esilio e il borgomastro di Bruges (considerato il fomentatore della rivolta) condotto a Parigi fu sbudellato e squartato.
Luigi fu sempre leale con Filippo VI di Valois, tanto da rifiutare una offerta di alleanza (in chiave antifrancese) da parte del re d'Inghilterra, Edoardo III, che, contrariato, il 12 agosto 1336, proibì categoricamente l'esportazione della lana inglese nelle Fiandre, mettendo in crisi l'industria tessile fiamminga; seguirono rappresaglie da entrambe le parti, ma i fiamminghi si trovarono nel dilemma di fare i propri interessi economici o prestare fedeltà al conte Luigi, che aveva scelto di essere leale al re di Francia; il conte Luigi fu disapprovato da tutta la popolazione, e la città di Gand, che era sempre stata schierata dalla sua parte, fu la prima ad abbandonarlo, si rese autonoma e mise a capo di questa nuova organizzazione Jacob van Artevelde, che, riuscì a persuadere gli altri centri fiamminghi a formare una coalizione, e, nel 1337, contro la volontà del conte Luigi, stabilì negoziati con Edoardo III, ottenendo la riapertura dei rifornimenti di lana; Jacob van Artevelde, pur avendo permesso a Edoardo III di sbarcare ad Anversa, nel 1338, riuscì a tenere le Fiandre neutrali nella spedizione inglese contro la Francia del 1339; ma, dopo la fuga di Luigi in Francia, Artevelde, il 26 gennaio 1340, a nome delle Fiandre, riconobbe Edoardo III legittimo erede di San Luigi e quindi legittimo re di Francia
Luigi fu fedele e leale con Filippo VI, tanto che, combattendo per la Francia, morì il 26 agosto 1346, nella battaglia di Crécy.

## Matrimonio e discendenza
Luigi aveva sposato Margherita, che, come riportato dalla Continuatio Chronici Guillelmi de Nangiaco, era la figlia secondogenita del re di Francia e Re di Navarra, Filippo V il Lungo, e della Signora di Salins, contessa di Borgogna, Contessa di Chalon e Contessa d'Artois, Giovanna II, che, come ricordato dalla madre nel proprio testamento del 1328, Giovanna II era la figlia femmina primogenita del Signore di Salins, Conte di Chalon e Conte di Borgogna, Ottone IV e dalla futura contessa regnante d'Artois, Matilde di Artois, che secondo le Gesta Philippi Tertii Francorum Regis, era la figlia primogenita del conte d'Artois, Roberto II il Nobile (1250-1302) e della signora di Conches Amici di Courtenay figlia di Pietro di Courtenay (1218 - † 1250), signore di Conches e di Mehun, e di Petronilla di Joigny, come ci conferma la Histoire généalogique de la Maison royale de Courtenay.
Luigi da Margherita ebbe un unico figlio: 
- Luigi[1] (1330-1384), conte di Fiandra, di Nevers e di Rethel e poi conte di Borgogna e di Artois.

Luigi da diverse amanti di cui non si conoscono né il nome né gli ascendenti ebbe altri 9 figli (illegittimi).

## Ascendenza
|                            |                      |                          | Genitori                    |  |  | Nonni |  |  | Bisnonni           |  |  | Trisnonni                 |  |
|                            |                      |                          |                             |  |  |       |  |  | Guido di Dampierre |  |  | Guglielmo II di Dampierre |  |
|                            |                      |                          |                             |  |  |       |  |  | Guido di Dampierre |  |  | Guglielmo II di Dampierre |  |
|                            |                      | Margherita II di Fiandra |                             |  |  |       |  |  | Guido di Dampierre |  |  |                           |  |
| Roberto III di Fiandra     |                      |                          |                             |  |  |       |  |  | Guido di Dampierre |  |  |                           |  |
|                            |                      | Matilde di Béthune       | Roberto VII di Béthune      |  |  |       |  |  |                    |  |  |                           |  |
|                            |                      | Matilde di Béthune       | Roberto VII di Béthune      |  |  |       |  |  |                    |  |  |                           |  |
|                            |                      | Matilde di Béthune       | Elisabetta di Morialmez     |  |  |       |  |  |                    |  |  |                           |  |
| Luigi I di Nevers          |                      | Matilde di Béthune       |                             |  |  |       |  |  |                    |  |  |                           |  |
|                            |                      | Oddone di Borgogna       | Ugo IV di Borgogna          |  |  |       |  |  |                    |  |  |                           |  |
|                            |                      | Oddone di Borgogna       | Ugo IV di Borgogna          |  |  |       |  |  |                    |  |  |                           |  |
|                            |                      | Oddone di Borgogna       | Yolanda di Dreux            |  |  |       |  |  |                    |  |  |                           |  |
| Iolanda di Borgogna-Nevers |                      | Oddone di Borgogna       |                             |  |  |       |  |  |                    |  |  |                           |  |
|                            |                      | Matilde II di Borbone    | Arcimbaldo IX di Borbone    |  |  |       |  |  |                    |  |  |                           |  |
|                            |                      | Matilde II di Borbone    | Arcimbaldo IX di Borbone    |  |  |       |  |  |                    |  |  |                           |  |
|                            |                      | Matilde II di Borbone    | Iolanda di Châtillon-Nevers |  |  |       |  |  |                    |  |  |                           |  |
| Luigi I di Fiandra         |                      | Matilde II di Borbone    |                             |  |  |       |  |  |                    |  |  |                           |  |
|                            | Manassès V di Rethel | Ugo II di Rethel         |                             |  |  |       |  |  |                    |  |  |                           |  |
|                            | Manassès V di Rethel | Ugo II di Rethel         |                             |  |  |       |  |  |                    |  |  |                           |  |
|                            | Manassès V di Rethel | Felicité de Broyes       |                             |  |  |       |  |  |                    |  |  |                           |  |
| Ugo IV di Rethel           | Manassès V di Rethel |                          |                             |  |  |       |  |  |                    |  |  |                           |  |
|                            |                      | Elisabetta d'Écry        | Gerardo II d'Écry           |  |  |       |  |  |                    |  |  |                           |  |
|                            |                      | Elisabetta d'Écry        | Gerardo II d'Écry           |  |  |       |  |  |                    |  |  |                           |  |
|                            |                      | Elisabetta d'Écry        | Felicité                    |  |  |       |  |  |                    |  |  |                           |  |
| Giovanna di Rethel         |                      | Elisabetta d'Écry        |                             |  |  |       |  |  |                    |  |  |                           |  |
|                            |                      | Enrico V di Grandpré     | Enrico IV di Grandpré       |  |  |       |  |  |                    |  |  |                           |  |
|                            |                      | Enrico V di Grandpré     | Enrico IV di Grandpré       |  |  |       |  |  |                    |  |  |                           |  |
|                            |                      | Enrico V di Grandpré     | Maria di Garlande           |  |  |       |  |  |                    |  |  |                           |  |
| Isabella di Grandpré       |                      | Enrico V di Grandpré     |                             |  |  |       |  |  |                    |  |  |                           |  |
|                            |                      | Isabella di Brienne      | Erardo di Brienne-Ramerupt  |  |  |       |  |  |                    |  |  |                           |  |
|                            |                      | Isabella di Brienne      | Erardo di Brienne-Ramerupt  |  |  |       |  |  |                    |  |  |                           |  |
|                            |                      | Isabella di Brienne      | Filippa di Champagne        |  |  |       |  |  |                    |  |  |                           |  |
|                            |                      | Isabella di Brienne      |                             |  |  |       |  |  |                    |  |  |                           |  |

### Fonti primarie
- (LA)  Monumenta Germaniae Historica, Scriptores, tomus V.
- (LA)  Monumenta Germaniae Historica, Scriptores, tomus IX.
- (LA)  Monumenta Germaniae Historica, Scriptores, tomus XXIII.
- (LA)  Monumenta Germaniae Historica, Scriptores, tomus XXV.
- (LA)  Recueil des historiens des Gaules et de la France. Tome 20.
- (FR)  Recueil des historiens des Gaules et de la France. Tome 21.
- (FR)  Diplomatum Belgicorum nova collectio, sive supplementum ad opera diplomatica Auberti Miræi (Brussels), Tome IV.
- (LA)  Histoire généalogique de la Maison royale de Courtenay.

### Letteratura storiografica
- Hilda Johnstone, "Francia: gli ultimi Capetingi", cap. XV, vol. VI (Declino dell'impero e del papato e sviluppo degli stati nazionali) della Storia del Mondo Medievale, 1999, pp. 569–607.
- A. Coville, "Francia: la guerra dei cent'anni (fino al 1380)", cap. XVI, vol. VI (Declino dell'impero e del papato e sviluppo degli stati nazionali) della Storia del Mondo Medievale, 1999, pp. 608–641.
- Henry Pirenne, "I Paesi Bassi", cap. XII, vol. VII (L'autunno del Medioevo e la nascita del mondo moderno) della Storia del Mondo Medievale, 1999, pp. 411–444.
- (FR)  Histoire généalogique des ducs de Bourgogne de la maison de France.